# Hašišovo ulje
Hašišovo ulje (bhanga), vrsta droge. Najjači je proizvod od indijske konoplje. tri do četiri puta jači od hašiša. U Hrvatskoj je vrlo rijetko u upotrebi. Počela ga je prozvoditi američka vjerska sekta Bratstvo vječne ljubavi tek oko 1970. godine. Proizvodi se toplim izlučivanjem i filtriranjem smolaste tvari indijske konoplje uz dodatnu obradu acetonom, eterom i drugim otapalima. Dobiva se gusto i tamno ulje, koje proizvođači i konzumenti drže u staklenim teglicama. Konzumenti ga konzumiranju pušenjem, kapajući ulje u duhansku cigaretu ili mažući ga po cigaretnom papiru. Izaziva jako ekstatično stanje s doživljajima prepunih vizija. Postoji i potpuno prozirno hašišovo ulje, još jače od običnog.
Jače je od svojih prethodnika u proizvodnom lancu, hašiša i od marihuane, čije konzumiranje dovodi do ozbiljnih psihičkih problema. Izvješće Ureda za nacionalnu politiku kontrole droge Bijele kuće iz svibnja 2008. stoji kaže da opasna kombinacija depresije, adolescencije i pušenja marihuane dovodi do ovisnosti, mentalnih oboljenja i samoubilačkih misli. Tinejdžeri koji su tijekom 2007. bili u depresiji imaju dva puta veće izglede probati marihuanu od tinejdžera koji nisu bili depresivni - 25 prema 12 posto. Konzumacija marihuane povećava rizik od mentalnih bolesti za 40 posto, te da tinejdžeri koji su pušili travu barem jednom mjesečno unutar godine dana trostruko češće pomišljaju na samoubojstvo.

## Vanjske poveznice
- Ured Vlade RH za suzbijanje zlouporabe droga Marihuana / Kanabis
- (nje.) Drugcom.de Haschischöl